# Mischocyttarus cabauna
Mischocyttarus cabauna är en getingart som beskrevs av Zikan 1949. Mischocyttarus cabauna ingår i släktet Mischocyttarus och familjen getingar. Inga underarter finns listade i Catalogue of Life.